# Соліфлюкція

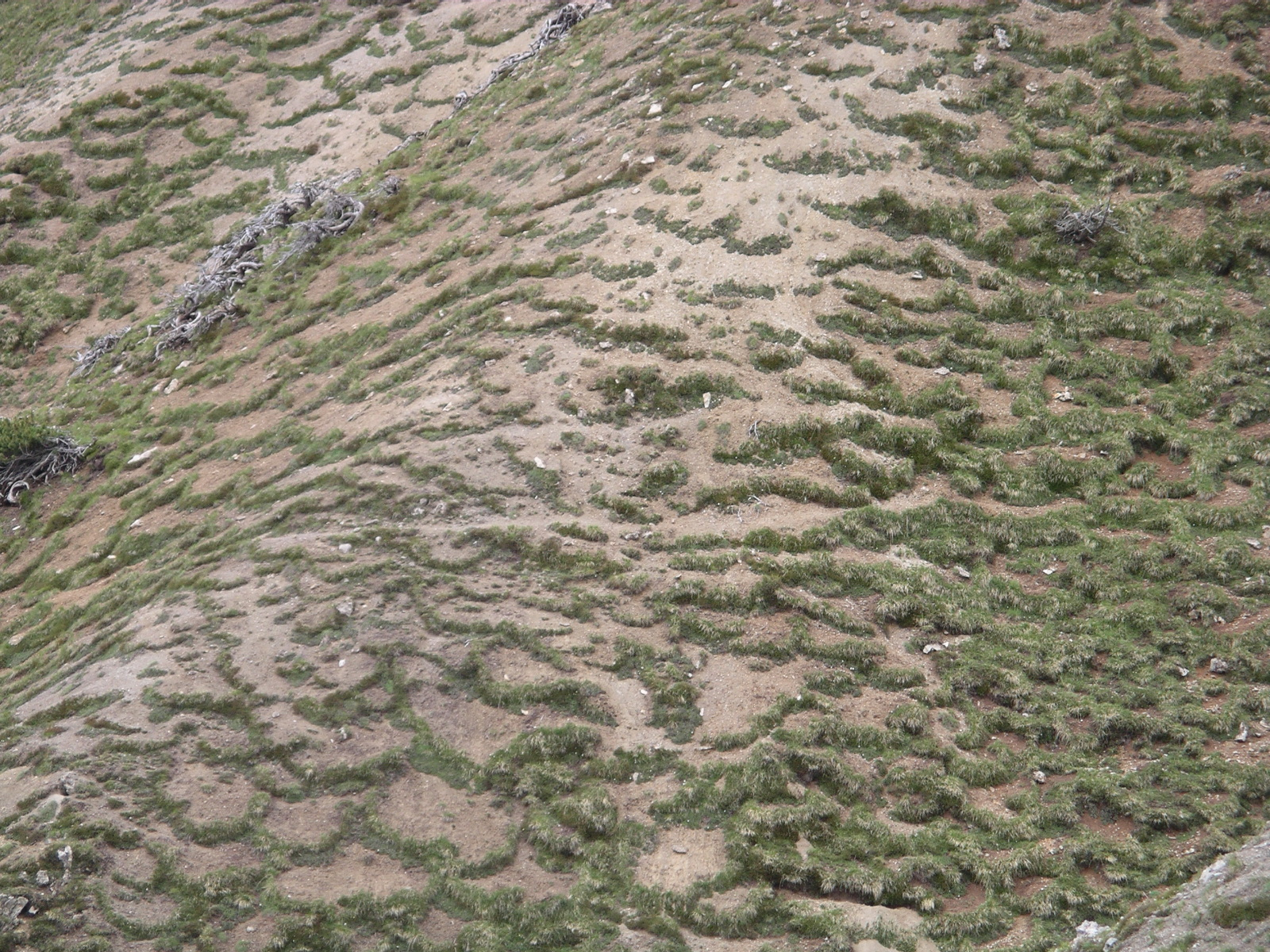
Соліфлюкція

Соліфлюкція (лат. solum — ґрунт і fluctio — витікання) — поступове стікання ґрунту, перенасиченого водою, по мерзлій поверхні зцементованої льодом основи схилів.
Соліфлюкція — повільна в'язкопластична течія перезволожених ґрунтових мас схилами під дією змінного замерзання-танення та сили тяжіння. Розвивається в областях багаторічної мерзлоти і льодовиків. Соліфлюкція відіграє суттєву роль у формуванні рельєфу (зумовлює виникнення специфічних його форм — валів, гряд, терас соліфлюкційних тощо). Є одним з важливих процесів денудації.
Швидкість соліфлюкції становить від кількох сантиметрів до кількох метрів на рік, при катастрофічних спливаннях вона зростає. Причина розвитку соліфлюкції — зниження стійкості ґрунтів на схилах при сильному зволоженні талими і дощовими водами і зменшенні їх міцності в результаті промерзання — протавання.

## Поширення
Соліфлюкція спостерігається в різних природних зонах. Явище широко поширене в зонах з багаторічною мерзлотою або з ґрунтами які глибоко і на тривалий час промерзають (тундра, лісотундра, Середній і Східний Сибір, Канада, високогір'я). Дрібноземлистий ґрунтовий покрив насичується вологою від талого снігу або дощів, обважнюється, стає в'язкопластичним і починає рухатися вже при куті нахилу в 2-3 ° ще не відталою слизькою поверхнею мерзлого підстилаючого шару, прискорюючись при збільшенні ухилів від декількох сантиметрів до метра на рік. При цьому на схилах виникають фестончаті напливи, невисокі гряди і цілі соліфлюкційні тераси навіть на схилах з деревостанів (переважно з модринових), утворюючи п'яний ліс.
Виділяється два типи кріогенних зсувів:
1. кріогенні зсуви ковзання — зміщення протанулих порід сезонно-талого шару (СТС) по межі розділу мерзле-тале;
2. кріогенні зсуви течії (швидка соліфлюкція) — процес розрідження порід сезонно-талого шару (СТС) та їх в'язкого / вязкопластичної течії по поверхні багаторічних мерзлих порід (БМП).